# Solare Fernwärme

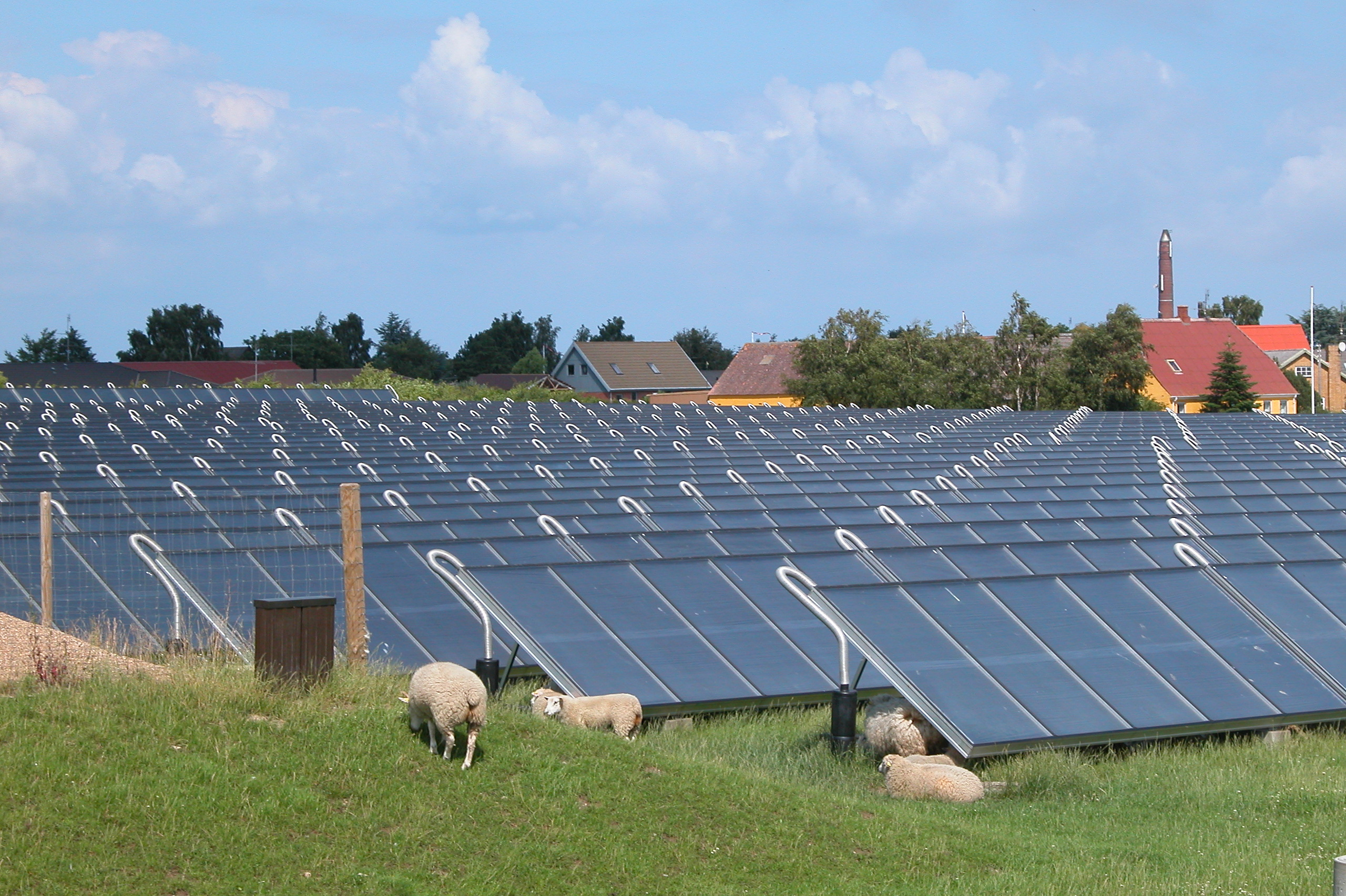
Solarthermieanlage des Wärmeverbundes Marstal

Solare Fernwärme bezeichnet die Versorgung von größeren Wohn- und Industriegebieten mittels großer Kollektorfelder und Wärmenetzen mit erneuerbarer, emissionsfreier Solarthermie. Um die Wärmeversorgung zu verstetigen, sind solare Fernwärmeanlagen häufig mit Wärmespeichern ausgerüstet. In Frage kommen Stahlbehälter oder große Erdbeckenspeicher. Letztere ermöglichen eine saisonale Wärmespeicherung für das Winterhalbjahr. Solare Fernwärmesysteme werden stets mit weiteren Wärmequellen wie z. B. Wärmepumpen, Power-to-Heat-Anlagen, Blockheizkraftwerken, Spitzenlastkesseln oder Industrieabwärme kombiniert; möglich ist auch die Ergänzung bereits bestehender Fernwärmenetze mit Solarthermiekollektoren.

## Begriff
Im Zusammenhang mit solarer Fernwärme werden im deutschsprachigen Raum mehrere Begrifflichkeiten verwendet: solare Fernwärme und solare Nahwärme. Eine Abgrenzung der Begriffe fehlt. Zusammenfassend wird auch von solaren Wärmenetzen gesprochen. Im Englischen wird der Begriff solar district heating verwendet (SDH).

## Anwendung
In Dänemark und Schweden ist diese Art der Wärmeerzeugung seit Längerem verbreitet. Im Pionierland Dänemark waren mit Stand September 2016 Solare Fernwärmeanlagen mit 1 Mio. m² Kollektorfläche installiert. Danach hat das Marktwachstum dort allerdings abgenommen, während in Deutschland und Österreich seit Mitte der 2010er Jahre zunehmend neue Anlagen realisiert werden. Insgesamt waren Ende 2016 199 solare Fernwärmeheizwerke mit einer thermischen Nennleistung von mindestens 700 kW in Europa gelistet. Die leistungsfähigste Anlage steht bislang in der dänischen Kommune Silkeborg und verfügt bei einer Kollektorfläche von ca. 157.000 m² über eine thermische Leistung von 110 MW. Eine weitere große Anlage, deren Anfänge bereits in die 1990er Jahre zurückreichen, ist der mehrfach erweiterte Wärmeverbund Marstal, der 2012 eine solarthermische Leistung von 23,4 MW aufwies. Der Markt für solare Fernwärme wuchs zwischen 2013 und 2017 um durchschnittlich 35 % jährlich. Für 2018 wurde damit gerechnet, dass solare Fernwärmeanlagen europaweit erstmals mehr als eine Terawattstunde thermischer Energie produzieren werden.
In Deutschland existierten mit Stand Juli 2023 in Wärmenetzen 52 solarthermische Großanlagen mit einer Leistung von ca. 107 MW und einer Kollektorfläche von ca. 153.000 Quadratmetern. 2019 waren es noch rund 30 in Wärmenetze einspeisende Solarthermieanlagen mit einer Gesamtleistung von ca. 50 MW gewesen. Als Haupttreiber für den Zuwachs gelten die langfristig kalkulierbaren günstigen Wärmegestehungskosten, nicht zuletzt vor dem Hintergrund steigender CO2-Preise und europäischer Richtlinien zur schrittweisen Dekarbonisierung der Fernwärme.
Im März 2024 begannen in Leipzig zur bislang größten Solarthermieanlage Deutschlands. Auf einer Fläche von 14 ha soll 2026 eine auf Vakuumröhrentechnik basierende Solarthermieanlage mit einer Leistung von 41 MW in Betrieb genommen werden, die pro Jahr etwa 26 GWh Wärmeenergie liefern soll. Eingespeist wird die Energie in das vorhandene Leipziger Fernwärmenetz. Geplant ist zudem eine doppelte Flächennutzung des Geländes. So sollen unterhalb und zwischen den Kollektoren Blühwiesen, Mischhecken und Obstbäume angelegt und von weidenden Schafen kultiviert werden.

## Kosten
Infolge technischer Weiterentwicklung seit den Anfängen in den 1970er Jahren sanken die Wärmegestehungskosten von solaren Fernwärmesysteme, die zunächst noch mit Förderungen unterstützt wurden. Bereits 2017 waren große solare Fernwärmesysteme in bestimmten Staaten wie Dänemark ohne Subventionen wirtschaftlich konkurrenzfähig mit anderen Arten der Wärmeerzeugung. In Deutschland werden Solarthermieanlagen für die Fernwärme über die Bundesförderung für effiziente Wärmenetze unterstützt.
Da mit zunehmender Größe der Solarthermie-Anlage die Wärmegestehungskosten sinken, geht der Trend zu größeren Anlagen. Diese können Wärme mit Preisen von drei bis fünf Cent pro Kilowattstunde produzieren. Für Dänemark werden die Wärmegestehungskosten auf 3 bis 6 ct/kWh angegeben. Diese niedrigen Wärmegestehungskosten sind unter anderem auf günstige saisonale Wärmespeicher zurückzuführen. Große Erdbeckenspeicher mit 75.000 bzw. 200.000 m³ Fassungsvermögen wurden u. a. in Marstal und Vojens errichtet.

## Betrieb
Während die Wärmespeicherung bei privaten Solarthermie-Anlagen unabdingbar ist, kann bei solaren Fernwärme-Anlagen teilweise oder ganz darauf verzichtet werden. Insbesondere in großen Fernwärmenetzen können die Solarthermieanlagen aufgrund der hohen kontinuierlichen Wärmeabnahme ihre Wärme meist stetig einspeisen. Falls diese gespeichert werden muss, kann neben stationären Speichern das Netz teilweise selbst als Speicher genutzt werden. Auf der anderen Seite werden in solaren Wärmenetzen große Saisonalspeicher realisiert, was für einzelne Gebäude kaum wirtschaftlich wäre. Ein Saisonalspeicher erhöht zwar in der Regel die spezifischen Kosten einer solar erzeugten Kilowattstunde, ermöglicht dafür aber weitaus höhere solare Deckungsanteile über den Jahresverlauf. Außerdem dient er dem optimierten Zusammenspiel verschiedener Wärmeerzeuger mit der Solarthermieanlage in einem Wärmenetz. Grundsätzlich gilt: Je höher der solare Deckungsgrad ist, also der Anteil der Solarenergie am Jahresenergieverbrauch in einem Netz, desto mehr steigt der Speicherbedarf.
Vorteilhaft an der solaren Fernwärme ist, dass ihre laufenden Kosten günstiger sind als die Brennstoffkosten für Bioenergie- und fossile Energieträger, und somit in solar unterstützen Wärmenetzen Energiekosten eingespart werden können. Üblicherweise kann die Solarthermieanlage die Wärmeversorgung im Sommerhalbjahr alleine decken, sodass die Fernwärmekessel im Sommerhalbjahr nicht im niedrigen Teillastbereich und damit auch niedrigem Wirkungsgrad laufen müssen. Zudem macht die Betriebspause im Sommer die Wartung der Kessel einfacher und leichter planbar. Zudem begünstigt eine Solarthermieanlage die aus betriebswirtschaftlichen Gründen erwünschte Entkopplung der KWK-Anlagen vom akuten Wärmebedarf und somit eine weitgehend strommarktgeführte Fahrweise der KWK.